# Tipula (Eumicrotipula) marmoripennis
Tipula (Eumicrotipula) marmoripennis is een tweevleugelige uit de familie langpootmuggen (Tipulidae). De soort komt voor in het Neotropisch gebied.